# Chile Chico
Chile Chico est une commune du Chili située dans le sud du pays en Patagonie. Elle fait partie de  la  Province de General Carrera, elle-même rattachée à  la région Aisén del General Carlos Ibáñez del Campo. 

## Géographie
Le territoire de la commune de Chile Chico se trouve dans une région montagneuse de la Cordillère des Andes dont les sommets culminent à environ 2000 mètres. Sa limite nord se situe au milieu du  lac General Carrera (avec une superficie de 1 850 km2 il s'agit du deuxième par sa taille de l'Amérique du sud) qui est partagé avec l'Argentine voisine tandis que sa bordure est se confond en partie avec la frontière avec ce pays.  On trouve également sur le territoire de la commune le lac Bertrand (67,5 km2) dont le déversoir constitue la source du rio Baker. Chile Chico se trouve à 1 460 kilomètres à vol d'oiseau au sud de la capitale Santiago et à 111 kilomètres à vol d'oiseau au sud de Coyhaique capitale de la région Aisén. Le chef-lieu Chile Chico proche de la frontière avec l'Argentine est relié par un bac circulant sur le lac General Carrera au village de Puerto Ingeniero Ibáñez. 

## Histoire
Jusqu'au début du XXe siècle le tracé de la frontière entre le Chili et l'Argentine dans cette région de montagnes reste mal défini. Le traité général d'arbitrage entre le Chili et l'Argentine de 1902 fixe définitivement cette frontière. Peu après le territoire de la commune se peuple d'argentins dont certains viennent s'installer au bord du lac General Carrera qui créée un micro climat unique permettant la plantation d'arbres fruitiers et la culture de céréales.  Mais cette occupation s'effectue sans titre de propriété. En 1917 le terrain est concédé par le gouvernement suédois au suédois Carlos Von Flack, un grand éleveur de bétail. Les colons déjà installés, que les forces armées tentent d'expulser, affrontent celles-ci en 1918. Trois policiers sont abattus ainsi qu'un colon. Ce conflit, baptisé Guerre du Chile Chico, a un grand retentissement dans l'opinion publique chilienne. Le gouvernement chilien fait marche arrière en annulant le bail concédé à l'éleveur. Le territoire acquiert le statut de commune en 1959. Celle-ci est baptisée Lago Buenos Aires qui est à l'époque le nom du lac General Carrera. Les autorités chiliennes décident de rebaptiser par la suite la portion chilienne du lac General Carrera et la commune est elle-même rebaptisée Chile Chico.

## Démographie
En 2012, la population de la commune, majoritairement citadine, s'élevait à 4 627 habitants. La superficie de la commune est de 5 737 km2 (densité de 0,8 hab./km2).

## Climat
Le climat est de type semi-aride froid (BSk dans la classification de Köppen) caractérisé par une température moyenne annuelle faible et des précipitations réduites concentrées sur la période hivernale. Dans l'agglomération de Chile Chico la température annuelle moyenne est de 9,1 °C et les précipitations annuelles sont de 292 mm.
| Mois                     | jan. | fév. | mars | avril | mai  | juin | jui. | août | sep. | oct. | nov. | déc. | année |
| ------------------------ | ---- | ---- | ---- | ----- | ---- | ---- | ---- | ---- | ---- | ---- | ---- | ---- | ----- |
| Température moyenne (°C) | 15,4 | 15   | 12,6 | 8,8   | 5,5  | 3    | 2,3  | 3,7  | 6,4  | 9,3  | 12,5 | 14,4 | 9,3   |
| Précipitations (mm)      | 11,3 | 6,1  | 15,3 | 24,3  | 46,8 | 39,9 | 54   | 39,7 | 23,8 | 12,6 | 8,7  | 9,5  | 292   |

## Économie
Les principaux secteurs d'activité sont l'agriculture, l'extraction minière, l'élevage et le tourisme.

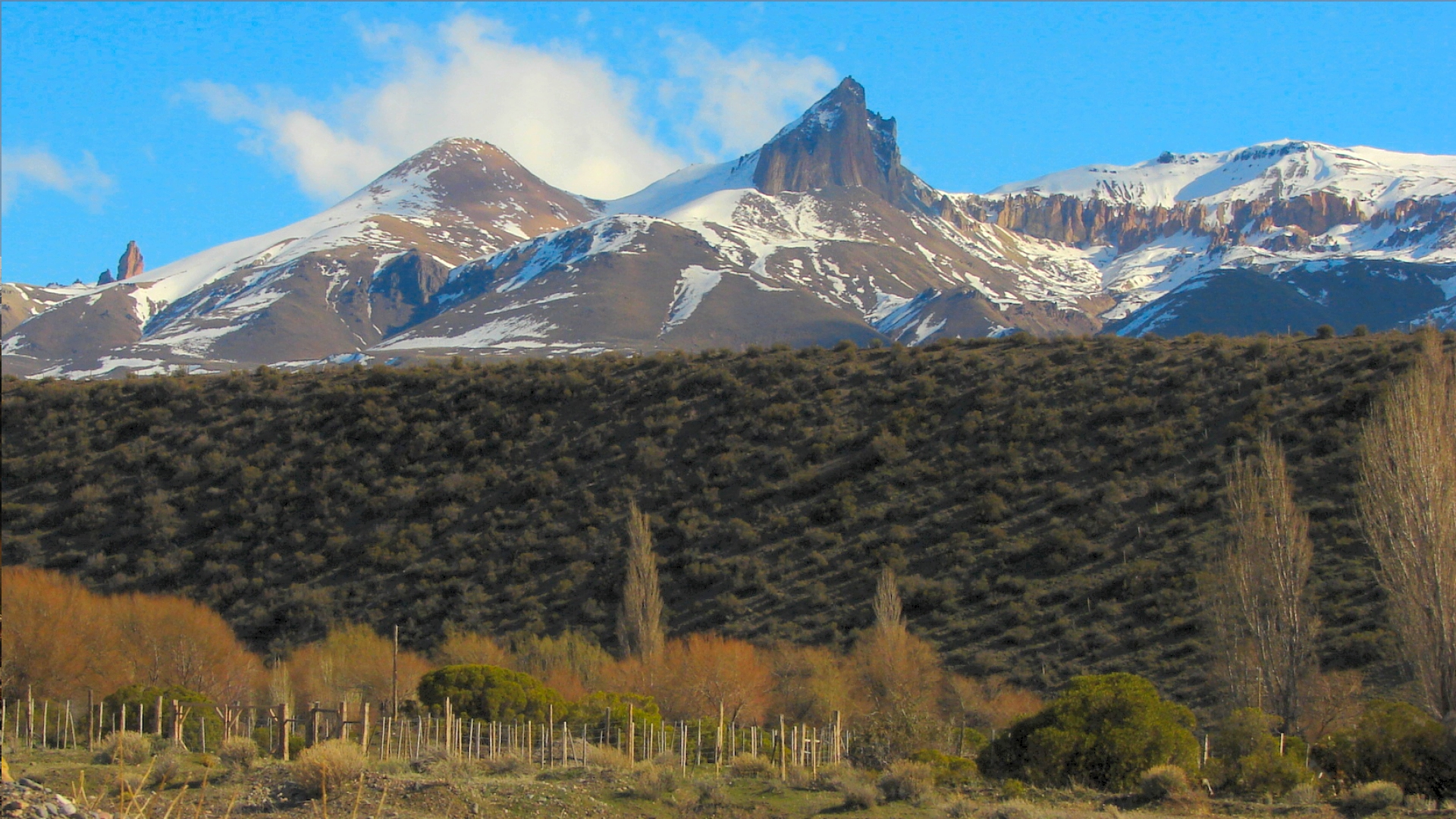
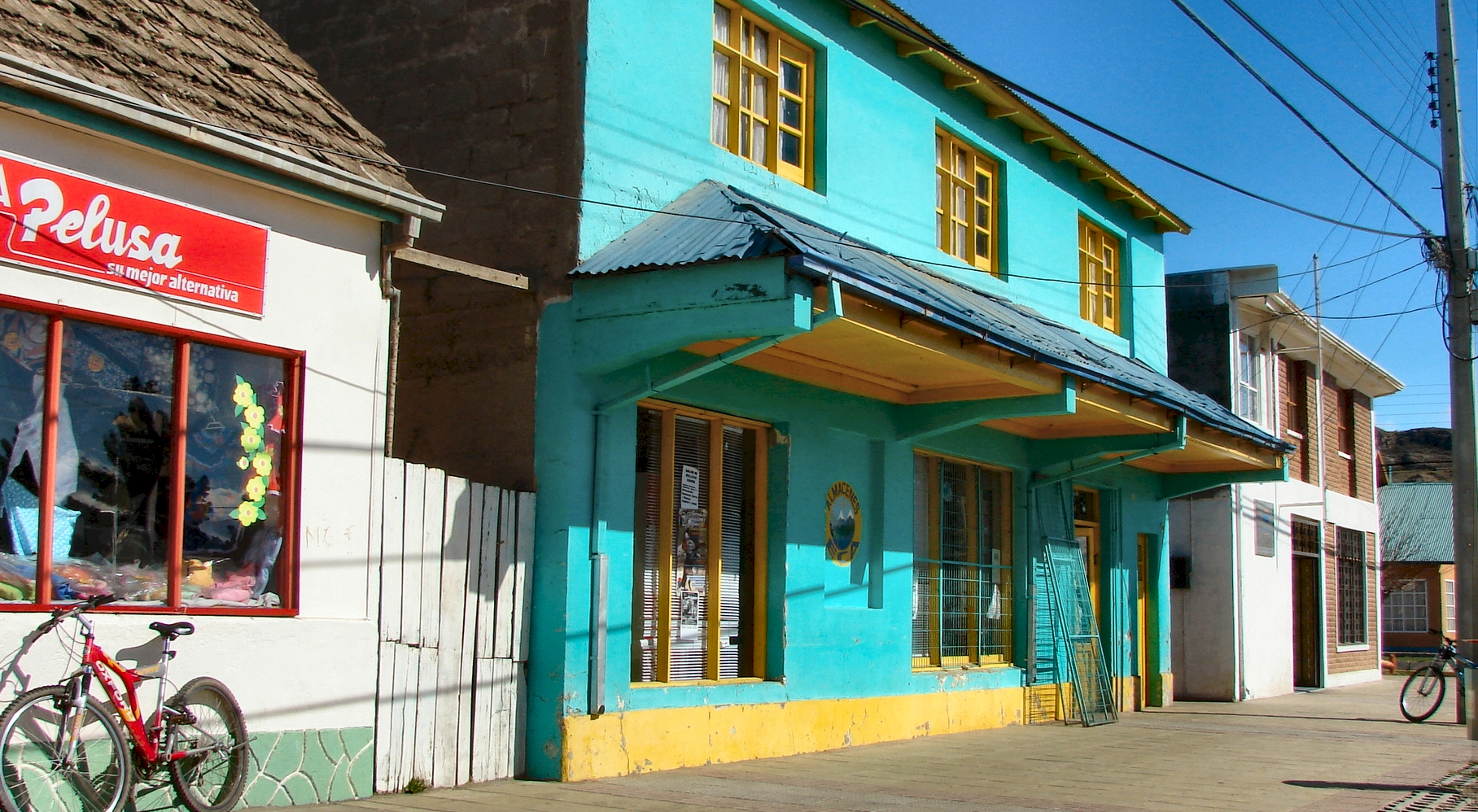
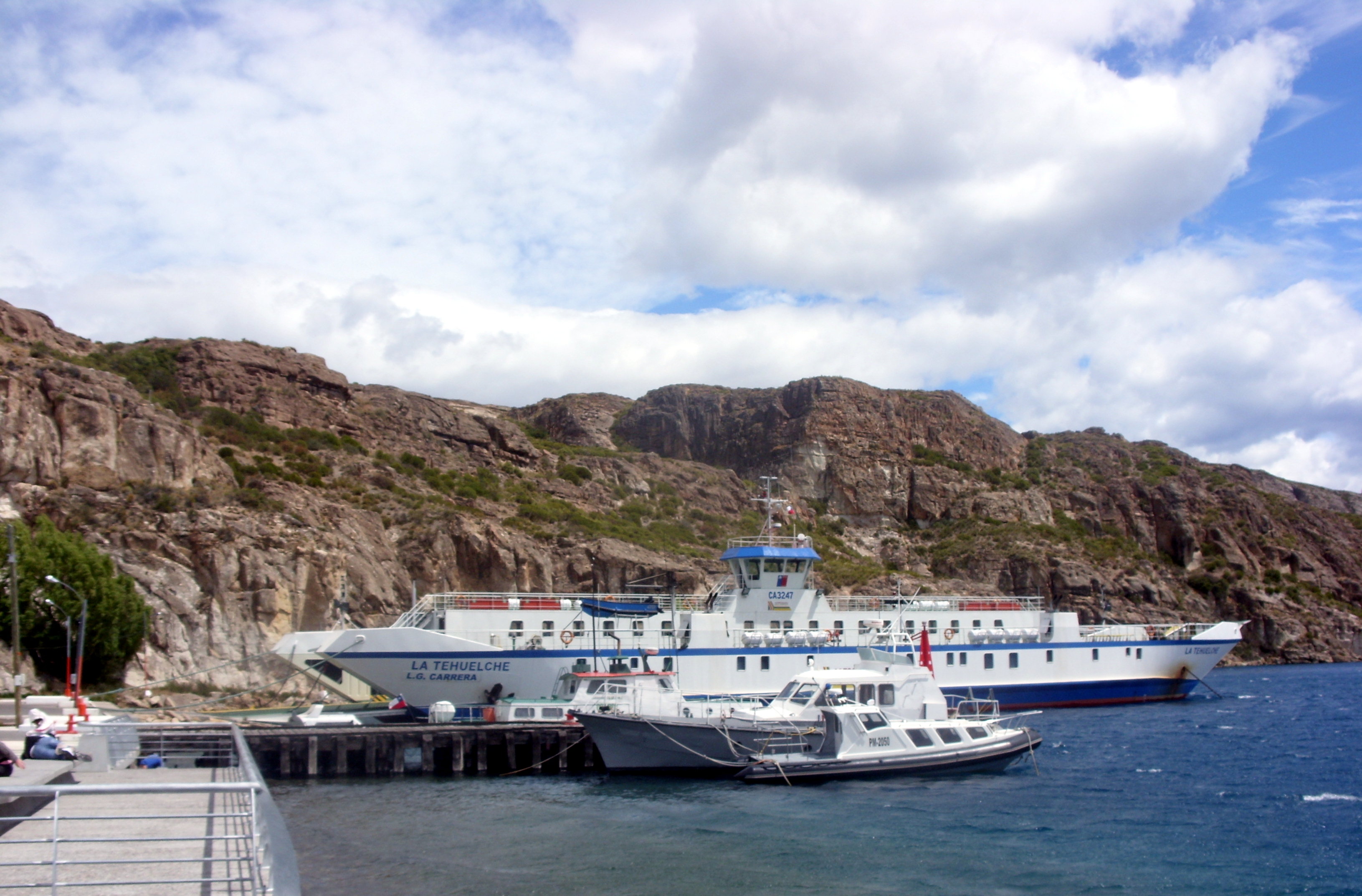
Le bac qui relie Chile Chico à Puerto Ingeniero Ibáñez

Position de Chile Chico (en rouge) au sein de la région Aisén.